# Chotilsko
Chotilsko (německy Chotilsko, dříve také Chotělsko) je obec v okrese Příbram ve Středočeském kraji, asi 13 km východně od Dobříše. Žije zde 608 obyvatel.
Přibližně 3 km na východ od obce se nachází vodní nádrž Slapy.

## Historie
První písemná zmínka o Chotilsku pochází z roku 1359.[zdroj?]

## Geografie

### Území obce
Přes Chotilsko prochází zhruba od severozápadu k východu silnice II/114, která spojuje Nový Knín přes Živohošťský most s Neveklovem. Přímo ve vesnici Chotilsko z ní odbočuje jižním směrem silnice II/102 do Čeliny, k silnici II/119 Dobříš – Sedlčany.
Vesnice Prostřední Lhota a Mokrsko leží jižně od vsi Chotilsko při silnici II/102. Smilovice leží v jižní části území obce na poloostrově obtékaném ze tří stran Vltavou a ze severu oddělené deltou Čelinského potoka: ačkoliv Smilovice katastrálně patří k Prostřední Lhotě, jediná přístupová silnice do nich vede přes Čelinu v sousední obci. K Prostřední Lhotě katastrálně patří také jihozápadně položené Cholín-Boubovny, chatová oblast, která urbanisticky a dopravně patří spíše k borotickému Cholínu. Dále k Prostřední Lhotě katastrálně patří pobřežní osada Kobylníky, ležící na dalším, severnějším výběžku pevniny obtékaném vodní nádrží, proti hradní zřícenině Ostromeč; do Kobylník vede asi 5 kilometrů dlouhá silnička západojihozápadním směrem z Prostřední Lhoty.
Do Sejcké Lhoty vede silnice asi 1,5 km na východ z Prostřední Lhoty. Do Záborné Lhoty vede asi 2 km dlouhá silnice na západ z obce Chotilsko.
Osada Lipí, patřící katastrálně k Chotilsku, leží při silnici II/114 asi půl kilometru jihovýchodně od vsi Chotilsko. Osada Křeničná leží při téže silnici dalších asi 2,5 kilometru na východ. Tříkilometrovou cestou z Křeničné (anebo pětikilometrovou cestou od Lipí přes osádku Besedná) se lze po silničce jižněji souběžné se silnicí II/114 dostat přes samotu Záhorka (Záhoří) na výběžek pevniny do pobřežní západní Živohoště, která nyní patří ke katastrálnímu území Křeničné.
V kopcích jižně od silnice II/114 se nachází ještě vesnice Hněvšín, dostupné od Lipí přes Besednou po silničce asi 3 kilometry jihovýchodním směrem. K Hněvšínu katastrálně patří chatová oblast Knihy, necelý kilometr východně od Hněvšína, do níž nevede žádná silnice, ale jen lesní cesty.
S územím obce sousedí na severu území obce Korkyně, na západě město Nový Knín, na jihozápadě katastrální území Čelina obce Borotice, na východní straně meandr Slapské přehradní nádrže tvoří hranici s katastrálními územími Jablonná nad Vltavou a Blažim nad Vltavou města Neveklov, s katastrálním územím Živohošť obce Křečovice, s obcí Radíč a s katastrálním územím Nalžovické Podhájí obce Nalžovice.

### Přírodní poměry
Území obce se rozkládá v kopcovité krajině s mnoha lesy, zejména podél řeky je souvislý pás lesů. Pobřeží mezi Smilovicemi a Kobylníky je vyhlášeno chráněným územím Vymyšlenská pěšina.

## Obecní správa

### Části obce
- Hněvšín (k. ú. Hněvšín)
- Cholín-Boubobny (k. ú. Prostřední Lhota)
- Chotilsko (k. ú. Chotilsko)
- Knihy (k. ú. Hněvšín)
- Kobylníky (k. ú. Prostřední Lhota)
- Křeničná (k. ú. Křeničná)
- Lipí (k. ú. Chotilsko)
- Mokrsko (k. ú. Prostřední Lhota)
- Prostřední Lhota (k. ú. Prostřední Lhota)
- Sejcká Lhota (k. ú. Sejcká Lhota)
- Smilovice (k. ú. Prostřední Lhota)
- Záborná Lhota (k. ú. Záborná Lhota)
- Živohošť (k. ú. Křeničná) (také Stará Živohošť)

K obci patří také Besedná, Hrdovna, Pod Lhotou a Záhoří.
Od 1. ledna 1976 do 23. listopadu 1990 k obci patřil i Křížov.
Sousedními obcemi sídla jsou Křečovice, Borotice, Nalžovice, Radíč, Korkyně, Nový Knín, Čím a Neveklov.
Od roku 1850 je Chotilsko samostatnou obcí.

### Územněsprávní začlenění
Dějiny územněsprávního začleňování zahrnují období od roku 1850 do současnosti. V chronologickém přehledu je uvedena územně administrativní příslušnost obce v roce, kdy ke změně došlo:
- 1850 země česká, kraj Praha, politický okres Příbram, soudní okres Dobříš[6]
- 1855 země česká, kraj Praha, soudní okres Dobříš
- 1868 země česká, politický okres Příbram, soudní okres Dobříš
- 1939 země česká, Oberlandrat Tábor, politický okres Příbram, soudní okres Dobříš[7]
- 1942 země česká, Oberlandrat Praha, politický okres Příbram, soudní okres Dobříš[8]
- 1945 země česká, správní okres Příbram, soudní okres Dobříš[9]
- 1949 Pražský kraj, okres Dobříš[10]
- 1960 Středočeský kraj, okres Příbram
- 2003 Středočeský kraj, okres Příbram, obec s rozšířenou působností Dobříš

### Členství ve sdruženích
Obec je členem sdružení Čechy nad zlato, které vzniklo v roce 1996 za účelem ochrany životního prostředí v oblastech ohrožených průzkumem ložisek a těžbou zlata.

## Společnost

### Rok 1932
Ve vsi Chotilsko (přísl. Hněvšín, Křeničná, Lipí, Sejcká Lhota, 400 obyvatel) byly v roce 1932 evidovány tyto živnosti a obchody: družstvo pro rozvod elektrické energie v Chotilsku, hostinec, kolář, 2 kováři, krejčí, obchod s lahvovým pivem, 3 rolníci, obchod se smíšeným zbožím, 3 trafiky, truhlář.
V obci Prostřední Lhota (přísl. Kobylníky, Mokrsko, Smilovice, 303 obyvatel, sbor dobrovolných hasičů, samostatná obec se později stala součástí Chotilska) byly v roce 1932 evidovány tyto živnosti a obchody: 2 hostince, 3 kováři, krejčí, mlýn, obuvník, pila, 8 rolníků, obchod se smíšeným zbožím, Spořitelní a záložní spolek pro Lhotu Prostřední, švadlena, 2 trafiky, velkostatek řádu Křižovníků.

## Pamětihodnosti a zajímavosti
- Nedaleko Mokrska stojí rozhledna na Veselém vrchu (489 m n. m.). V jeho útrobách se nachází největší známé ložisko zlata ve střední Evropě. Možnost jeho získávání pomocí povrchové těžby a kyanidového zpracování rudy přímo v centru rekreační krajiny však není ekologicky únosná.
- Na Veselém vrchu i v kopci Čihadlo severně od Smilovic se v minulosti těžilo, v mapách je vyznačená například bývalá štola Josef.
- Na vrchu Besedná západně od Živohoště (na k. ú. Křeničná) stávala od roku 1926 (otevřena byla 11. července) do roku 1967 Drtinova rozhledna, 22 metrů vysoká dřevěná stavba ve tvaru husitské hlásky (její vyobrazení lze nalézt na chotilském obecním znaku);[14] nová Drtinova rozhledna byla slavnostně otevřena 4. dubna 2015.[15][16]
- V muzeu Špýchar v Prostřední Lhotě je instalována expozice Ze života venkovského obyvatelstva středního Povltaví.Pohled z rozhledny na Veselém vrchu směrem na západ zachycuje krajinu u Mokrska

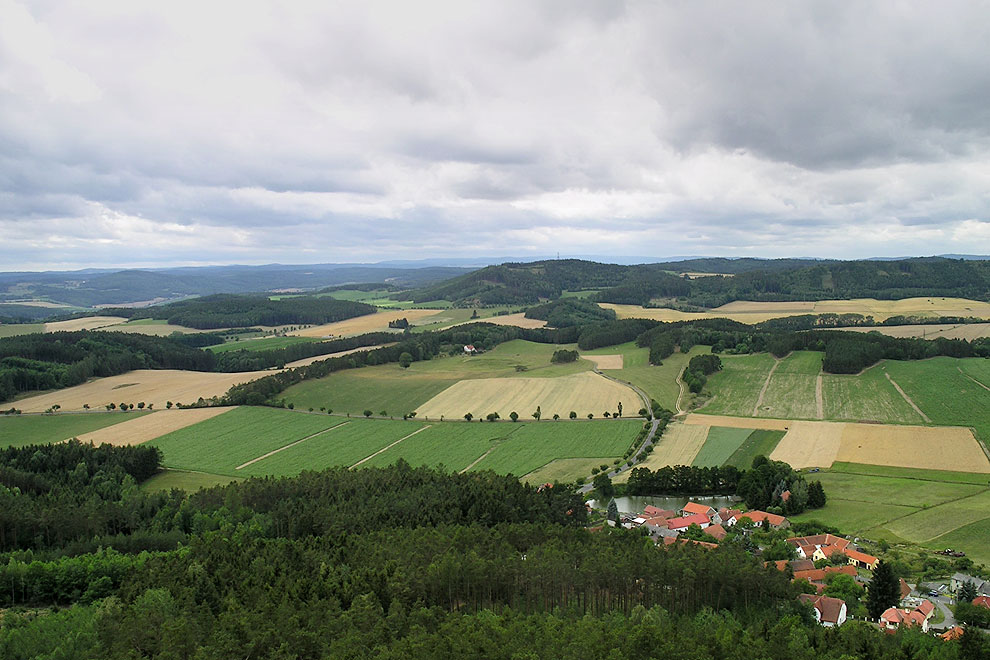
Pohled z rozhledny na Veselém vrchu směrem na západ zachycuje krajinu u Mokrska

## Doprava

### Dopravní síť
Obcí vedou silnice II/102 Praha-Zbraslav – Štěchovice – Chotilsko – Nečín – Obory – Kamýk nad Vltavou – Krásná Hora nad Vltavou – Milešov – Milevsko a II/114 Cerhovice – Hořovice – Hostomice – Dobříš – Nový Knín – Neveklov – Jírovice. Do obce dále vedou silnice III. třídy. Železniční trať ani stanice či zastávka na území obce nejsou.

### Autobusová doprava 2024
Autobusovou dopravu v obci Chotilsko zajišťují společnosti Arriva Střední Čechy a ČSAD AUTOBUSY České Budějovice. Obec je součástí Pražské integrované dopravy (PID). Pod obec spadají zastávky Chotilsko, Chotilsko,Křeničná, Chotilsko,Křeničná,Záhoří, Chotilsko,Lipí, Chotilsko,Lipí,Besedná, Chotilsko,Mokrsko, Chotislko,Prostřední Lhota, Chotilsko,Prostřední Lhota,U Hřiště, Chotilsko,Sejcká Lhota, Chotilsko,Záborná Lhota a Chotilsko,Živohošť. V místních částech Hněvšín, Cholín-Boubovny, Knihy, Kobylníky a Smilovice se autobusové zastávky nenacházejí. Obcí procházejí dvě autobusové linky: 360 a 439. Autobusová linka 360 začíná v Praze na Smíchovském nádraží a pokračuje přes Dobříš, Starou Huť, Mokrovraty, Nový Knín, Sudovice, Korkyni, Chotilsko, Čelinu, Nalžovice, Kňovice a Kňovičky a končí v Sedlčanech. Linka 439 zajišťuje spojení z Nového Knína přes Zábornou Lhotu, Prostřední Lhotu, Sejckou Lhotu, Chotilsko, Lipí, Křeničnou až na Živohošť.

### Lodní doprava 2024
Na území Živohoště provozuje společnost QUARTER s.r.o. pravidelnou lodní dopravu ze Slapské přehrady až na Novou Živohošť. Zastávky jsou v přístavištích Stará Živohošť a Živohošť-lanový park. Lodní doprava Slapy je v provozu od 1. června do 1. září. V červnu jsou plavby pouze o víkendech, v červenci a srpnu každý den.

## Turistika
- Cyklistika – Územím obce napříč prochází vyhlídková cyklotrasa č. 301 směrem od Cholínského mostu přes Mokrsko, Prostřední Lhotu, Sejckou Lhotu, Lipí, Besednou a Křeničnou směrem do Buše. Z Prostřední Lhoty na západ z ní odbočuje trasa č. 308 směrem do Dobříše.
- Pěší turistika – Z Cholína vede žlutá turistická trasa přes Mokrsko, Veselý vrch a Hněvšín do Živohošti. Z rozcestí pod Veselým vrchem navazuje modře značená turistická trasa do Prostřední Lhoty a dále na západ, z rozcestí Nad Sejckou hájovnou vychází zeleně značená trasa na severovýchod přes Sejckou Lhotu a Besednou do Křeničné. Z Živohošti vychází červeně značená trasa na severozápad kolem Křeničné do Čími, přes Živohošťský most odbočují další dvě trasy na druhý břeh řeky: modře značená do Jablonné a zeleně značená do Nové Živohoště.
- Naučné stezky – Kolem Veselého vrchu obchází okružní naučná stezka Zlaté psí hory zaměřená na zdejší hornickou činnost. Na ni navazuje další naučná stezka Vymyšlenská pěšina procházející přírodní rezervací na příkrých svazích břehů Vltavy do Kobylník. V Prostřední Lhotě začíná Drtinova naučná stezka vedoucí do Hněvšína a Živohoště.
- Jezdectví – Centrem jezdecké turistiky v obci je Hněvšín.
- Táboření – Centry rekreačního táboření a koupání jsou Smilovice, Kobylníky a Živohošť.

## Osobnosti
Čestní občané
- 4. dubna 2015 – Josef Velfl (* 1956), český historik a muzejník, ředitel Hornického muzea Příbram
- 5. července 2011 – Zdeněk Miler (* 1921), výtvarník, animátor, scenárista a ilustrátor
- 14. srpna 2010 – František Drtina (1861–1925), filozof, pedagog a politik, významná osobnost českého veřejného života první republiky, v roce 1918 člen revolučního Národního shromáždění
- 14. srpna 2010 – Václav Vydra (* 1956), herec